# Tetragonophthalma taeniata
Tetragonophthalma taeniata är en spindelart som först beskrevs av Cândido Firmino de Mello-Leitão 1943.  
Tetragonophthalma taeniata ingår i släktet Tetragonophthalma och familjen vårdnätsspindlar. Inga underarter finns listade i Catalogue of Life.